# ZOIDS 帝国VS共和国 メカ生体の遺伝子
『ZOIDS 帝国VS共和国 メカ生体の遺伝子』（ゾイド ていこくブイエスきょうわこく メカせいたいのいでんし）とは、2000年にトミー（現タカラトミー）から発売されたプレイステーション用シミュレーションゲーム。PS版ゾイド、PSゾイドなどと略される。

## 概要
ヘクスによって構成されたフィールドを用いるウォー・シミュレーションゲーム。本格的なシミュレーションゲームとして高く評価されたとされ、発売から20年近く経過してなおゾイドファンの間で特に人気が高い硬派な作品である。
ゲーム開始時に「帝国」と「共和国」を選択して、ストーリーとミッションを進めていく。発売当時に展開していたゾイド第2期シリーズの世界観（西方大陸戦争）やアニメ『ゾイド -ZOIDS-』ではなく、第1期シリーズ（中央大陸戦争）を舞台としている。そのため、同時期に新製品として売られていたゾイド（2000年発売のブレードライガーなど）が登場しない反面、第1期当時のゾイド（1983年発売のガリウスなど）が登場する。登場するゾイドはは60種類以上、カスタマイズに使える改造パーツは50種類以上が実装されている。
戦闘シーンはゾイドとフィールドの両方が3Dグラフィックによって描かれる。ゾイドの3Dアニメーションもこだわってく作られており、撃破時のモーションなどはゾイドごとに異なる演出になっている。オープニング・エンディングムービーはガイナックスが製作。戦争勃発の背景説明と共に、開戦時の状況が第1期シリーズ初期のゾイド（マーダなど）の活躍で描かれた。また、世界観にマッチした坂本英城の音楽も高く評価されている。
初回特典として、ゼネバス帝国軍仕様のレッドレドラーが付属していた。
2002年には、続編である『ZOIDS2 ヘリック共和国VSガイロス帝国』が発売された。

## ストーリー
ゼネバス帝国とヘリック共和国は休戦協定を結んでいたが、共和国は帝国に対して民主主義こそ至上であると主張し、帝国内部では反感と憎悪が高まっていた。帝国はひそかに軍備を整えると、共和国領への侵攻を開始した。
帝国シナリオ
共和国への奇襲侵攻に成功し、さらに共和国中心部への進軍を開始する。プレイヤーは作戦指揮の任を受けた帝国軍の将軍となり、皇帝直属部隊を率いて共和国首都を目指す。
共和国シナリオ
平和に油断して奇襲攻撃を許した共和国は、領土の大部分を帝国に占拠される。反攻作戦に自ら出撃しようとした大統領ヘリックII世に代わり、プレイヤーはヘリック大統領の影武者として各地を転戦する。
両軍とも全4章でミッションは計25ずつ。ストーリーの分岐などはなく、背景はオープニングや章の始めに挿入されるムービーで語られる。各マップの合間に作戦の説明などがあり、まれにマップ上でもコメントが表示されるが、明確な登場人物は存在しない。

## システム
ベースキャンプ
ミッション前の準備を行う。コマンド名称や背景画像は、その名の通り野戦基地に見立てており、ミッションを開始する「出撃」、自軍の小隊編成をする「部隊編成」、ゾイドやアイテムなどを購入する「工場」、ゾイドのカスタマイズを行う「研究所」、レベルアップや軍資金稼ぎができる演習を行う「訓練」、セーブやゾイド図鑑の閲覧などを行う「自室」がある。
出撃とミッション（戦闘）
開戦時にミッション名と勝利条件（敵の殲滅など）が表示される。作戦ごとに出撃可能な小隊数は異なり、第1小隊の部隊長が総司令機、小隊番号はそのままターンごとの操作順となる。操作自体はユニット単位であり、各機ごとに移動・攻撃をするかアイテムの使用が可能。
戦闘で破壊されたゾイドは残骸となる。敵ゾイドの残骸を獲得することで資金・アイテム・稀に敵のゾイドなどを取得できる。味方ゾイドも撃破されると残骸となるため、他の味方で回収しておく必要がある。敵に残骸を回収されるとそのゾイドは喪失する。
部隊長に指定されているゾイドが撃破されると、小隊単位で退却する。味方の部隊長機が撃破されないようにすることはもちろんだが、敵ゾイドの全滅を狙う（軍資金や経験値の獲得のため）場合は、敵の部隊長機を倒すタイミングを考える駆け引きも必要となる。
ゾイドには経験値とレベルが存在し、レベルアップごとに一定値のポイントを獲得できる。これを格闘、範囲などのスキルに割り振ることでゾイドを強化できるほか、精神集中、再生など特殊能力を覚えさせられる。
部隊編成
小隊に組み込むゾイドと部隊長の割り当てを行う。1小隊には最大6ユニットの編成枠があるが、最大積載量が12で制限されている。ゾイドはS・M・L型（小型・中型・大型）でそれぞれ積載サイズが2・3・4となっているので、S型ゾイドなら6ユニット、L型ゾイドなら3ユニットまで編成可能。
工場
ゾイド自体の売買、ゾイドに装備する「パーツ」の売買と購入パーツの「セットアップ」、作戦中に使用する消耗品「アイテム」の売買ができる。なお、帝国のデスザウラーはショップでは購入できないが、共和国のマッドサンダーはゲーム終盤で購入可能となる。

## 登場ゾイド

### 共和国ゾイド

#### 小型ゾイド
アクアドン
水中用ゾイド。値段以外全ての点でフロレシオスに劣っている。
エレファンタス
射程が長く、攻撃力も高いが回避率は低いので格闘攻撃されると弱い。
ガリウス
回避率は高いがHPが少ない。
グライドラー
飛行ゾイド。HPがゲーム中ではシンカーよりも多い。
グランチュラ
ステルス能力を持つ。
ゴルゴドス
値段以外全ての点でエレファンタスに劣っている。
スパイカー
グランチュラと同じくステルス能力を持つ。グランチュラと比べて対空攻撃が出来ず燃費も悪いが、共和国小型ゾイドの中で唯一格闘攻撃が可能。
ハイドッカー
再生力が強いという設定があるがゲーム中では再現されていない。砂漠の移動適正が若干高い。
フロレシオス
水中用ゾイド。ステルス能力を持つ。
ペガサロス
グライドラーを強化したという設定の鳥形ゾイド。HPは少ないが移動力が５あり、強力な武器を有している。

#### 中型ゾイド
アロザウラー
ゴドスの後継機に当たる肉食恐竜型ゾイド。スリップダメージを与える火炎放射をもつ。
カノントータス
遠距離戦に特化している。回避は最低だが中型ゾイド最高のHPをもつ。また、範囲攻撃（マップ兵器）を持っている。
ガイサック
砂漠でのみステルス能力を持つ。共和国ゾイドで唯一ショート属性兵器を持つ。
ゴドス
ゲーム開始時の主人公機である肉食恐竜型ゾイド。
捕獲用ゴドス
中型ゾイド捕獲装置をもち、小型・中型ゾイドの捕獲が可能。
コマンドウルフ
ステルス能力と山の移動適正をもつ。冷凍砲を装備できる。燃費が悪くアニメなどでの活躍と比べ、能力はお世辞にも高いとは言えない。
ゴルヘックス
命中は高いが回避は低い。
スネークス
ステルス能力をもつ。回避・命中が高く山の移動適正が高い。
ダブルソーダ
飛行能力と森林でのステルス能力を持つ。
バリゲーター
水陸両用ゾイド。強力な格闘攻撃に錆属性のミサイル、水中でのステルス能力を持つ。
プテラス
移動力と空戦力が高いが、地上攻撃能力はグライドラーに劣る。
ベアファイター
対空攻撃は出来ないが森林の移動特性が高い。
レイノス
移動力が高いが燃費が少々悪い。

#### 大型ゾイド
ウルトラザウルス
水陸両用で全ゾイド中最高のHPをもち、他ゾイドの搭載が出来る他、範囲攻撃を２つもつ。
グスタフ
搭載専用のゾイド。体当たりしか武器がないが、HPが高い。帝国ゾイドとしても登場する。
ゴジュラス
射撃、格闘に優れた主力ゾイド。
捕獲用ゴジュラス
大型ゾイドの捕獲が可能。
ゴジュラスMk2量産型
範囲攻撃と強力な接近用武器が追加されている。
ゴジュラスMk2限定型
全ての能力が高い万能ゾイド。
ゴルドス
遠距離戦に特化している最強ゾイドの一角。接近されると弱い。
サラマンダー
飛行ゾイド。火炎放射をもち格闘攻撃も可能だが、実機にあった背部ミサイルやバルカンがゲームでは使用できない。
シールドライガー
大型ゾイド最高の回避力と移動力を持つ。特定の操作を行う事で、資金などが無くなる代わりにレイズシールドを装備した機体を最初から使う事が出来る。
シールドライガーMk2
キャノンビーム砲を装備した強化型シールドライガー。だが燃費は最低で威力もお世辞にも高いとは言い難い。
ディバイソン
強力な格闘攻撃と対空兵器をもつ。山の移動特性が高い。
ビガザウロ
他ゾイド搭載能力を持つ。装備可能パーツ数が多い。
マンモス
HPが多い。冷凍砲が装備できる。共和国強化セット１を装備することで範囲攻撃も可能になる。
マッドサンダー
最強の攻撃力を持ち、逃走よりも早い速度で攻撃できる武器を持つ。

### 帝国ゾイド

#### 小型ゾイド
ゲーター
長射程で高い命中率のビームガトリングを持つが回避は低い。
ゲルダー
小型ゾイドとしては高いHPをもつ。対空攻撃が出来ない。
ザットン
ゲルダーとほぼ同じ能力を持つが武装が１つ少ない。
マーダ
高い機動力をもつが山登りは出来ない。
マーダTYPE2
ミサイルポッドを電磁砲に換装した機体。移動力が通常機より若干落ちている上対空攻撃が出来ない。
モルガ
砂漠でのステルス能力をもち、山にも登れる。帝国小型ゾイドで唯一格闘攻撃が可能。

#### 中型ゾイド
イグアン
帝国側でスタートしたときの主人公機。強化パーツ装備可能数が少ない。
捕獲用イグアン
捕獲用ゴドスと比べて移動力が１高い。
ウオディック
ウルトラザウルスをのぞけば最強の水中専用ゾイド。ステルス能力を持ち、範囲攻撃も可能。
サイカーチス
飛行ゾイド。森でのステルス能力を持つが、最大の武器が遠距離用兵器のためあまり役に立たない。
シーパンツァー
水陸両用ゾイド。武装は豊富だが命中率が低い。
シュトルヒ
極めて強力なバードミサイルを持っている。エネルギーが極端に少ない。
シンカー
水空両用ゾイド。水中ステルス能力を持つが、HPは小型ゾイド並に低い。
ツインホーン
冷凍砲を装備でき、HPも多く、山にも登れて万能に使える。
ハンマーロック
イグアンよりも強力なゴリラ型ゾイド。
ブラックライモス
小型レッドホーンと言うべきゾイド。
ブラキオス
水陸両用ゾイド。格闘武器はないが長射程で強力なビームキャノン砲を持つ。
ヘルキャット
ステルス能力を持つ。全ての武器がエネルギーを必要なのでエネルギー切れが早く、対空攻撃が出来ない。
マルダー
遠距離戦に特化している。帝国側のカノントータスのようなゾイド。
レドラー
強力な飛行ゾイド。格闘武器しかないが高い回避・命中もあって最強ゾイドの一角。

#### 大型ゾイド
アイアンコング
機動力以外はゴジュラスにやや劣るが、長射程攻撃が可能。特定の操作を行う事で、資金や初期ユニットが無くなる代わりに冷凍砲を装備した機体を最初から使う事が出来る。
捕獲用アイアンコング
大型ゾイドも捕獲できる。冷凍砲は装備不可。
アイアンコングMk2量産型
通常機と比べて移動力が高い。冷凍砲を装備できるが強化パーツ装備数が少ないという欠点がある。
アイアンコングMk2限定型
武装は強力になったが冷凍砲の装備と、地上ゾイドへの遠距離攻撃が出来なくなった。
サーベルタイガー
高い機動力と高圧濃硫酸噴射砲も含めて強力な格闘武器を持ったゾイド。豊富な装備の代償に強化パーツをほとんど装備できない。
ディメトロドン
高い命中と対空兵器を持ったゾイド。高圧濃硫酸噴射砲もある。帝国強化セット1を装備することで範囲攻撃が可能になる。
レッドホーン
万能機。高圧濃硫酸噴射砲と電磁砲をもっているため、本ゲームシステムならゴジュラスやマッドサンダーよりも強い。強化セットにも恵まれている。
デスザウラー
苛電粒子砲（本来は荷電粒子砲だがゲーム内ではこう表記されている）は範囲攻撃として装備されているため、戦闘では使用できないが驚異的な攻撃範囲を誇る。
強化セットを装備すると他のパーツは一切装備出来なくなってしまう。